# FC Flora Tallinn (féminines)
Maillots
Actualités
La section féminine du FC Flora Tallinn, souvent abrégé en Flora, est un club féminin de football estonien basé à Tallinn. Il évolue actuellement en Naiste Meistriliiga (D1 féminine).

## Histoire
Le Flora remporte le premier championnat de son histoire en 2018, mettant fin à huit titres consécutifs du Pärnu JK. Les joueuses de Tallinn réalisent même le triplé en remportant la coupe et la supercoupe.
Lors de la saison 2019, le Flora finit invaincu et décroche un deuxième titre consécutif. Les Estoniennes terminent à la deuxième place de la Ligue baltique, un tournoi organisé entre les meilleurs clubs féminins des trois pays baltes. Le Flora remporte à nouveau le championnat en 2020. Il perd cependant son titre en supercoupe face au Tallinna Kalev.
En 2021, l'attaquante estonienne du Flora, Lisette Tammik, devient la première joueuse professionnelle en Estonie.
En 2022, le Flora remporte la supercoupe face au Saku Sporting (3-0).

## Palmarès
- Championnat d'Estonie (7) :
  - Vainqueur en 2018, 2019, 2020, 2021, 2022, 2023 et 2024.
- Coupe d'Estonie (9) :
  - Vainqueur en 2007, 2008, 2013, 2018, 2019, 2020, 2021, 2022 et 2024 ;
  - Finaliste en 2009 et 2010.
- Supercoupe d'Estonie (7) :
  - Vainqueur en 2009, 2010, 2018, 2019, 2020, 2022 et 2023 ;
  - Finaliste en 2011, 2014, 2016 et 2021.
- Tournoi d'hiver de la Naiste Meistriliiga :
  - Vainqueur en 2021.
- Ligue baltique :
  - Vainqueur en 2024 ;
  - Deuxième en 2019, 2022 et 2023.